# Talgo (Deutsche Bahn, 1994–2009)

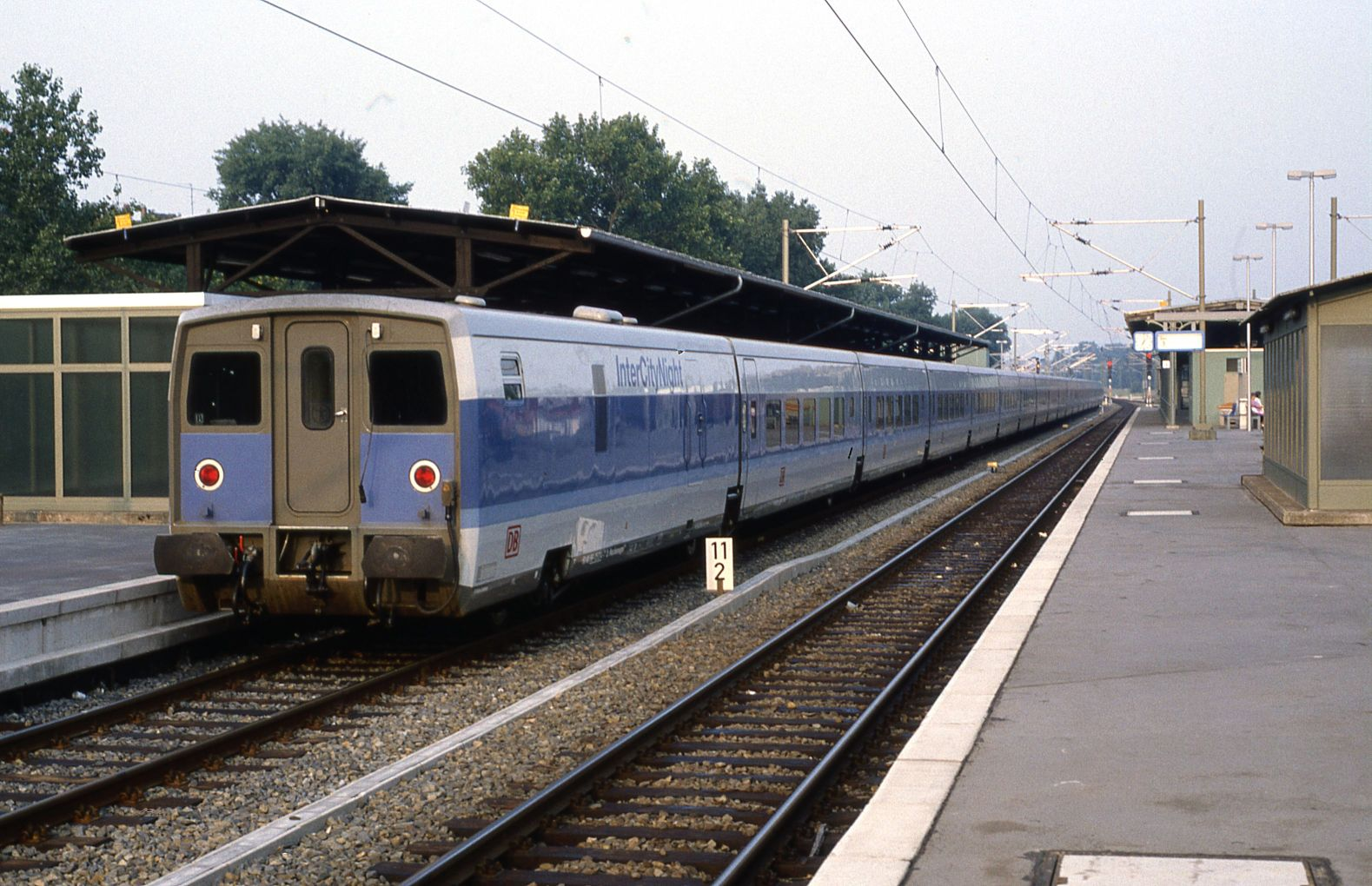
Talgo-Nachtzug im Jahr der Inbetriebnahme im Bahnhof Berlin-Charlottenburg

Die Deutsche Bahn (DB) setzte Talgo-Gliederzüge des Unternehmens Patentes Talgo zwischen 1994 und 2009 im Nachtreiseverkehr ein.
Von demselben Hersteller orderte die Deutsche Bahn 2019 neue Züge des Typs Talgo 230, die bis 2025 ausgeliefert und als ICE L im Fernverkehr eingesetzt werden sollen.

## Erste Testfahrten
Im November 1988 begann die Deutsche Bundesbahn mit umfangreichen Testfahrten mit geliehenen Talgo-Garnituren der Renfe, darunter auch eine Hochgeschwindigkeitsfahrt mit 292 km/h auf einer Schnellfahrstrecke. Im Dezember 1990 folgte dann ein weiterer spektakulärer Versuch auf dem Rollenprüfstand München-Freimann, wo damals 500 km/h erreicht wurden (und damit die höchste Geschwindigkeit, die dort jemals gemessen wurde). Nachdem diese Tests erfolgreich verlaufen waren, entschied sich die DB – als erste Bahngesellschaft nach der spanischen RENFE – für den kommerziellen Einsatz der Talgo-Technologie. In Deutschland wurden die Talgo-Garnituren nur im Nachtreiseverkehr verwendet. Eine Bestellung von Garnituren für den EuroCity-Verkehr war ursprünglich angedacht, wurde allerdings nicht realisiert.

## Bestellung
Im Juni 1992 bestellte die DB schließlich für 124 Millionen Deutsche Mark eine erste Charge von fünf Zugeinheiten des Typs Talgo Pendular bei der Firma Talgo. Die nach Deutschland gelieferten Züge gehören alle zur Bauart Talgo VI (gezählt ab dem Talgo-Prototyp aus dem Jahr 1942). Die erste Lieferserie umfasste 112 Wagen; mit ihrer Herstellung wurde – unter Beteiligung deutscher Zulieferfirmen – 1993 begonnen. Zum Sommerfahrplan 1994 (erster Geltungstag 29. Mai 1994) wurde dann der fahrplanmäßige Talgo-Verkehr in Deutschland aufgenommen. Im selben Jahr wurde die Tochtergesellschaft Talgo Deutschland GmbH gegründet, die in Berlin die Wartung der Talgo-Züge der DB durchführte.

## Fahrzeuge der DB

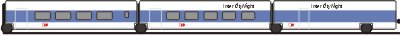
Talgo-Zug der DB im mittlerweile veralteten InterCityNight-Design

### Erstes Lieferlos
Obwohl mit dem Bau der 112 Wagen des ersten Lieferloses bereits 1993 begonnen wurde, wurden die fünf Züge erst unmittelbar vor der Aufnahme des fahrplanmäßigen Verkehrs komplettiert, sie wurden zwischen dem 6. und 27. Mai 1994 abgenommen.
Unter diesen 112 Wagen befanden sich zehn sogenannte „Maschinenendwagen“ ohne Fahrgasträume, darunter fünf Wagen vom Typ Dz 881 (Maschinenendwagen I) und fünf Wagen vom Typ Dz 882 (Maschinenendwagen II). Diese bilden jeweils Enden einer Talgo-Garnitur; des Weiteren dienen sie der Klimatisierung und Energieversorgung des Zugeinheit. Sie sind jedoch nicht symmetrisch, die Endwagen II laufen als einzige Wagen einer Einheit auf zwei Laufwerken. Alle anderen Wagen besitzen dagegen nur ein Laufwerksportal und werden in das Gelenk ihres Nachbarwagens eingehängt. Mit den Wagen des ersten Lieferloses konnte die DB somit maximal fünf verschiedene Garnituren bilden. Die Wagenkonstruktion entsprach den in Spanien eingesetzten Einheiten, die Laufwerksportale ohne durchgehende Radsatzwellen wurden durch Lenkerstangen zu beiden benachbarten Wagenkästen von diesen winkelhalbierend geführt. Durch das Aufhängen der Wagenkästen an den Laufwerksportalen unter den Dächern ergab sich eine passive Neigetechnik, die durch die Fliehkraft in den Bögen bewirkt wurde und keine Hilfsenergie benötigte. Unterschiede zu den Renfe-Wagen waren die nicht umspurbaren Laufwerksportale, fehlende Übergangseinrichtungen an den Betriebskuppelenden der Endwagen und der Verzicht auf die Wendezugsteuerung. Die Überführung erfolgte teilweise mit Renfe-Endwagen.

### Zweites Lieferlos
Im Juli 1995 bestellte die DB dann zwei weitere Talgo-Züge, dieses zweite Lieferlos umfasste zusammen 38 Wagen (davon vier Maschinenendwagen). Beide Züge wurden am 22. August 1996 in Dienst gestellt, der Gesamtbestand der DB stieg damit von 112 auf 150 Talgo-Wagen (davon 14 Maschinenendwagen); es standen fortan sieben eigenständige Talgo-Züge zur Verfügung. Durch diese Bestandserhöhung konnte zum Fahrplanwechsel vom 29. September 1996 auch die Nachtverbindung München – Hamburg auf ICN-Züge umgestellt werden.

### Auflösung zweier Garnituren
Nach Einstellung des Nachtzugs Hamburg–Stuttgart zum 1. November 2002 löste die DB zwei ihrer insgesamt sieben Talgo-Züge mangels weiterem Bedarf dauerhaft auf. Ein Teil der Mittelwagen wurde fortan zur Verstärkung der verbliebenen fünf Züge verwendet, der Rest wurde abgestellt – für diese Wagen wurde bis zur dauerhaften Abstellung der Talgo-Züge im Jahr 2009 kein weiterer Verwendungszweck gefunden.

### Beheimatung

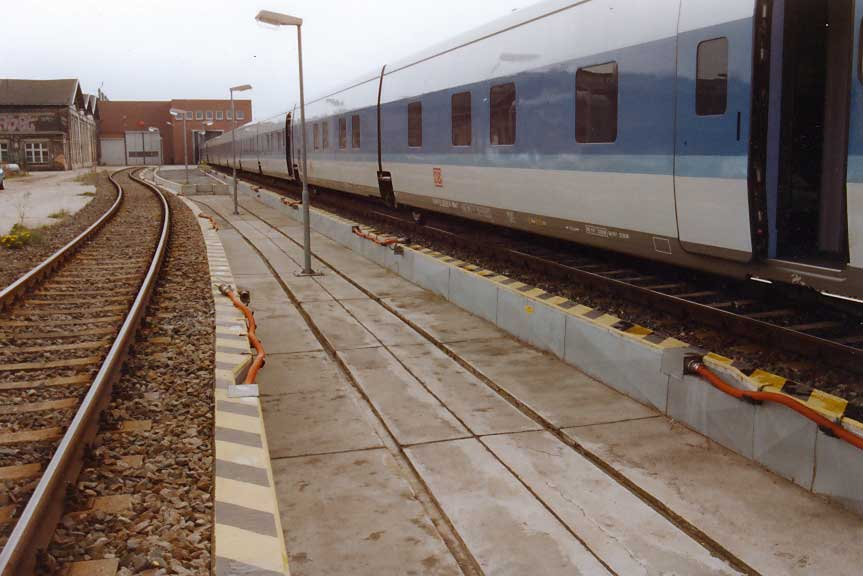
Vor der Werkstatthalle Berlin, rechts unten die Absaugvorrichtung der Toiletten

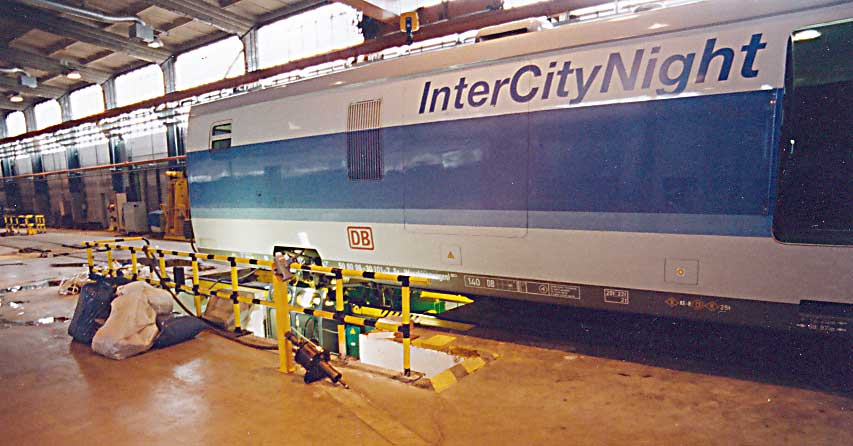
In der Werkstatthalle Berlin (Radumrissbearbeitung)

Von Beginn an wurde die Unterhaltung aller vorhandenen Talgo-Wagen der DB im Talgo-Werk Berlin Warschauer Straße konzentriert, wo die Züge bis zur Abstellung beheimatet waren. Nur die dortige – in Kooperation mit Talgo Deutschland GmbH betriebene – Werkstatt war für die Unterhaltungsarbeiten an den Gliederzügen ausgerüstet. Unabhängig davon werden dort aber auch konventionelle Nachtzüge gewartet (die ebenfalls dort beheimatet sind).

### Technische Daten der deutschen Talgo-Wagen
- Länge: Zwischenwagen 13 140 mm; Maschinenendwagen 12 170 mm
- Breite: 2942 mm
- Höhe: 3365 mm
- Masse: variiert je nach Wagentyp zwischen 12,6 t und 20,0 t
- Fußbodenhöhe über Schienenoberkante: 550 mm

Da die DB seinerzeit für den Nachtreiseverkehr eine Höchstgeschwindigkeit von 140 km/h als ausreichend betrachtete, wurde die Bremsausrüstung auf diese Limits hin ausgerichtet – auf den Einbau von Magnetschienenbremsen konnte somit verzichtet werden. Aus den Talgo-Wagen konnten in der Heimatwerkstätte maximal 28-teilige Züge gebildet werden (bestehend aus jeweils zwei Maschinenendwagen und 26 Zwischenwagen); bei der DB kamen bisher jedoch höchstens 24-teilige Züge (mit 22 Zwischenwagen) zum Einsatz.
Da die Schlafwagen nur eine Tür (auf der Gangseite) besaßen, existierten sie in einer linken und einer rechten Ausführung. Diese waren im Zug abwechselnd eingereiht, so dass die Gangseite in jedem Wagen wechselte und ein Einstieg in jeden zweiten Wagen möglich war.

### Lackierung
Als Besonderheit waren die deutschen Talgo-Gliederzüge bis zum Einsatzende 2009 in den noch von der Deutschen Bundesbahn konzipierten Produktfarben lackiert. Dieses Farbkonzept wurde 1986 eingeführt (und dann 1994 auf die deutschen Talgos übertragen), es sollte die äußerliche Unterscheidbarkeit der verschiedenen Zuggattungsgruppen ermöglichen. Obwohl die Talgo-Züge der DB anfangs als InterCityNight bezeichnet wurden, trugen sie die blaue Kennfarbe (die im Konzept der Produktfarben der Deutschen Bundesbahn eigentlich für Fernzüge unterhalb der Kategorie Intercity vorgesehen war). Abgesehen von drei weiteren konventionellen Nachtzugwagen (Barwagen des früheren Nachtzugs „Luna“ – Gattung WGmh 854) sowie zwei Zuggarnituren des früheren Fern-Express (FD) „Königssee“, wurde die blaue Kennfarbe ausschließlich für die frühere Zuggattung Interregio verwendet. Bei den beiden Maschinenendwagen sowie dem Restaurantwagen war früher außerdem noch (ebenfalls in blauer Farbe) der Schriftzug InterCityNight aufgetragen (zwischen dem Fensterband und der Dachkante). Seit der Aufgabe der Zuggattung ICN (und der damit verbundenen Neustrukturierung der DB-Nachtzüge) trug stattdessen jeder Wagen ein kleines Logo mit der Wortmarke DB NachtZug in Rot.
Es gab mehrere Talgo-Wagen mit einer veränderten Lackierung für den geplanten Verkehr nach Russland (siehe Verworfene Strecke nach Russland). Der Farbton des Fensterbandes wurde in ein dunkleres Blau geändert, der Bereich darüber und darunter trägt die Farbe der anderen Fernverkehrszüge der DB in Lichtgrau mit einem durchgehenden roten Streifen unterhalb des Fensterbandes.
Im Sommer 2008 wurde begonnen, die Wagen in das neue City-Night-Line-Farbschema umzulackieren. Die neu lackierten Wagen waren lichtgrau mit verkehrsroten Fensterbereichen, die nicht bis zu den Wagenenden reichten. Nach wenigen Wagen wurde diese Umlackierung aber wieder gestoppt.

## Talgo-Einsätze in Deutschland
Die neuen Nachtzüge wurden anfangs auch in Deutschland – nach dem Vorbild der spanischen „Trenhotel“-Züge – als „Hotelzug“ vermarktet, als Besonderheit im Vergleich zu den herkömmlichen Nachtzügen der DB bestanden sie nur aus Schlaf- und Sitzwagen; Liegewagen hingegen waren zunächst nicht vorgesehen. Die neuen Züge sollten sich deutlich vom Komfort konventioneller lokbespannter Nachtzüge abheben, weshalb die DB damals eigens für die Talgo-Hotelzüge die Zuggattung InterCityNight (ICN) kreierte. Diese bis etwa Anfang 1999 verwendete Bezeichnung war ausschließlich den mit Talgo-Garnituren gefahrenen Nachtzügen vorbehalten, erst danach wurden die Talgo-Züge mit herkömmlichen Nachtzügen unter einer Kategorie zusammengefasst (zunächst bis zum 8. Dezember 2007 als DB NachtZug, ab dem 9. Dezember 2007 dann als DB City Night Line). Erst ein paar Jahre nach ihrer Einführung wurden die deutschen Talgo-Züge mit Liegeplätzen ausgestattet, weil die Sitzwagen trotz entsprechender Werbung von den Reisenden nicht im erhofften Maß angenommen wurden. Hierzu wurden zum einen sogenannte „Kajütliegewagen“ neu beschafft, zum anderen wurden vorhandene Sitzwagen entsprechend umgebaut. Die Liegen waren in zwei Ebenen übereinander in Längsrichtung an den Seitenwänden angeordnet. Während die oberen Liegen seitlich klappbar waren, wurden die unteren durch das Zusammenziehen der zwei gegenüberliegenden Sitze gebildet. Die Bezeichnung Hotelzug wurde seitens der DB in späteren Jahren nicht mehr verwendet, man sprach danach von einem „Nachtzug der Bauart Talgo“. Die Hotellerie und der Service auf dem Zug erfolgten durch DB European Railservice.

### Präsentationsbetrieb im Frühjahr 1994
Vor der Aufnahme des fahrplanmäßigen Verkehrs zum Sommerfahrplan 1994 wollte die DB den für Deutschland noch ungewohnten Zugtyp bereits zur Hannover-Messe im April 1994 einem breiteren Publikum vorstellen. Weil damals aber noch keine einzige eigene Talgo-Garnitur vorhanden war (die erste Talgo-Garnitur der DB wurde erst am 6. Mai 1994 abgenommen), mietete man zu diesem Zweck von der spanischen Staatsbahn Renfe Talgo-Garnituren an. Diese gemieteten Züge wurden dann im Sonderverkehr zur Hannover-Messe eingesetzt (unter anderem von München aus) und gaben den Fahrgästen auf diese Weise einen Vorgeschmack auf den bevorstehenden planmäßigen Talgo-Betrieb bei der DB.

### 29. Mai 1994 bis 28. September 1996
Nachdem alle fünf Garnituren rechtzeitig ausgeliefert wurden, konnte ab dem 29. Mai 1994 (erster Geltungstag des Sommerfahrplans 1994) der geplante viertägige Umlauf gefahren werden. Die Talgo-Züge lösten damals konventionelle, lokbespannte Nachtzüge ab. Jede Nacht waren fortan vier Talgo-Züge gleichzeitig im Einsatz (die fünfte beschaffte Garnitur des ersten Lieferloses diente als Reserve und stand abgestellt in Berlin):
| Zug      | Abfahrtsbahnhof       |       | Zielbahnhof           |       |
| -------- | --------------------- | ----- | --------------------- | ----- |
| ICN 1900 | München Ost           | 22.44 | Berlin-Charlottenburg | 07.53 |
| ICN 1901 | Berlin-Charlottenburg | 22.03 | München Ost           | 07.14 |
| ICN 1944 | Berlin-Charlottenburg | 22.30 | Bonn-Bad Godesberg    | 08.10 |
| ICN 1945 | Bonn-Bad Godesberg    | 21.58 | Berlin-Charlottenburg | 06.57 |

Die vier planmäßig ab dem 29. Mai 1994 eingesetzten Züge bestanden (inklusive Maschinenendwagen) alle aus jeweils 22 Talgo-Wagen (anders als der Ersatzzug, der aus 24 Wagen bestand). Sie waren damals wie folgt gereiht:
| Anzahl | Gattung   | Bezeichnung                    | Ordnungsnr.      |
| ------ | --------- | ------------------------------ | ---------------- |
| 1 ×    | Dz 882    | Maschinenendwagen II           | 4                |
| 11 ×   | WLAz 889  | Schlafwagen                    | 5 – 15           |
| 1 ×    | WRz 887   | Restaurant- und Loungewagen    | 16               |
| 1 ×    | WRkz 885  | Bistro- und Rezeptionswagen    | 17               |
| 1 ×    | Bpcbz 883 | behindertengerechter Sitzwagen | 18               |
| 6 ×    | Bpcz 884  | Sitzwagen                      | 19 – 22, 24 – 25 |
| 1 ×    | Dz 881    | Maschinenendwagen I            | 26               |

Jeder InterCityNight-Zug bot somit 110 Schlafplätze (verteilt auf 55 Doppelkabinen mit jeweils eigener Dusche) sowie 200 reservierungspflichtige Sitzplätze in den sogenannten „Komfortsesseln“ (zuzüglich 30 weiterer Sitzplätze im Restaurantwagen). Liegewagen wurden zur Betriebsaufnahme 1994 im InterCityNight noch nicht angeboten. Bei allen vier Zugpaaren wurde die Pkw-Mitnahme angeboten; hierzu wurden den beiden Zugpaaren zusätzlich noch Autotransportwagen des Typs DDm 915 beigestellt (in der ersten Fahrplanperiode waren dies drei DDm 915 beim Zugpaar 1900/1901 und zwei DDm 915 beim Zugpaar 1944/1945; in späteren Jahren veränderte sich die Anzahl der Autotransportwagen jedoch mehrfach). Der Autotransport war jedoch nur bis bzw. ab dem Autozugterminal Berlin-Wannsee möglich, weil der damalige ICN-Endbahnhof Berlin-Charlottenburg nicht mit den entsprechenden Verladeeinrichtungen ausgerüstet war. In Fahrtrichtung Berlin befanden sich dabei die Wagen mit den höheren Ordnungsnummern stets an der Spitze des Zuges (dies hing auch mit der Wartung der Züge im Heimatwerk zusammen, so standen z. B. die Schlafwagen oder das Speisewagendoppel immer an gleicher Stelle der Halle, was die Logistik bzw. die Bewirtschaftung vereinfachte).
Im Maschinenendwagen I (damalige Ordnungsnummer 26) standen außerdem reservierungspflichtige Fahrradstellplätze zur Verfügung – damals fünf an der Zahl. Die Anzahl der Fahrradplätze wurde später in zwei Schritten zunächst auf sechs (ca. 2003) und noch später auf sieben (ca. 2007) Stellplätze erhöht.

### 29. September 1996 bis Ende 1998 / Anfang 1999
Mit Auslieferung der zwei weiteren Garnituren im August 1996 (zweites Lieferlos) konnte der Talgo-Einsatz bei der DB zum 29. September 1996 auf einen sechstägigen Umlaufplan erweitert werden. Damals wurden auch auf der Nachtzugverbindung München – Hamburg die herkömmlichen Nachtzüge durch ICN-Talgos ersetzt. Fortan waren jede Nacht sechs Züge im Einsatz, die siebente Garnitur diente als Betriebsreserve. Auch auf der neuen Strecke wurde die Pkw-Mitnahme angeboten, es verkehrten also nach wie vor alle ICN-Züge der DB mit Pkw- und Fahrradbeförderung. Ab dem 29. September 1996 (Beginn Winterfahrplan) verkehrten die Talgos der DB wie folgt:
| Zug      | Abfahrtsbahnhof    | Zielbahnhof        |
| -------- | ------------------ | ------------------ |
| ICN 1900 | München Ost        | Berlin             |
| ICN 1901 | Berlin             | München Ost        |
| ICN 1944 | Berlin             | Bonn-Bad Godesberg |
| ICN 1945 | Bonn-Bad Godesberg | Berlin             |
| ICN 1988 | München Ost        | Hamburg-Altona     |
| ICN 1989 | Hamburg-Altona     | München Ost        |

Gleichzeitig mit der Ausweitung des Betriebs wurde auch das Innenraumkonzept der deutschen Talgos verändert, denn es hatte sich in den Anfangsjahren gezeigt, dass im deutschen Nachtverkehr  weiterhin eine starke Nachfrage nach einem Komfortsegment zwischen Sitzwagen und Schlafwagen bestand. Auf der konstruktiven Basis der Sitzwagen mit Großraumabteil kreierte man deshalb (im Vorfeld der Betriebsausweitung auf drei Strecken) die neue Kategorie des „Kajütliegewagens“. Diese Nachtzug-Komfortstufe war zuvor in Westeuropa weitgehend unbekannt, sie findet jedoch im asiatischen Raum sowie in den Nachfolgestaaten der ehemaligen Sowjetunion breite Verwendung. Hierzu wurden zum einen Sitzwagen des ersten Lieferloses entsprechend umgebaut, zum anderen wurden im Zuge des zweiten Lieferloses neue Wagen beschafft, die von Anfang an als Liegewagen ausgestattet waren. Jeder dieser Kajütliegewagen bot 20 Liegeplätze (jeweils zwei übereinander in Stockbettanordnung). Entgegen früheren Überlegungen mit Türen wurden sie lediglich mit Vorhängen vom Mittelgang abgetrennt. Die Züge verkehrten jedoch weiterhin 22-teilig, die neue Komfortstufe wurde mit einer Reduzierung des Angebots an Schlafplätzen (− 9 %) und vor allem weniger Sitzplätzen (− 45 %) erkauft.
Ab dem 29. September 1996 waren die deutschen Talgo-Züge wie folgt gereiht (zuzüglich Autotransportwagen, deren Zahl jedoch je nach Strecke variierte):
| Anzahl | Gattung   | Bezeichnung                    | Ordnungsnr. |
| ------ | --------- | ------------------------------ | ----------- |
| 1 ×    | Dz 882    | Maschinenendwagen II           | 5           |
| 10 ×   | WLAz 889  | Schlafwagen                    | 6 – 15      |
| 1 ×    | WRz 887   | Restaurant- und Loungewagen    | 16          |
| 1 ×    | WRkz 885  | Bistro- und Rezeptionswagen    | 17          |
| 1 ×    | Bpcbz 883 | behindertengerechter Sitzwagen | 18          |
| 3 ×    | Bpcz 884  | Sitzwagen                      | 19 – 21     |
| 4 ×    | Bvcz 886  | Kajütliegewagen                | 22 – 25     |
| 1 ×    | Dz 881    | Maschinenendwagen I            | 26          |

Somit bot jeder Talgo-Zug der DB (ohne Restaurant/Lounge)
- 100 Schlafplätze (= 10 weniger als zuvor)
- 110 Sitzplätze (= 90 weniger als zuvor)
- 80 Liegeplätze

### Ende 1998 / Anfang 1999 bis 31. Oktober 2002
Ende des Jahres 1998 wurde das Nachtzuggeschäft von DB Fernverkehr ausgegliedert und mit der bereits seit Anfang 1997 existierenden Tochtergesellschaft DB AutoZug GmbH vereinigt. Gleichzeitig kreierte man die neue Zuggattung DB NachtZug (abgekürzt: NZ), dieser Markenname sollte fortan das gesamte Nachtzuggeschäft der DB prägen. In diesem Zusammenhang wurde auch die im Jahr 1994 eigens für die Talgos geschaffene Zuggattung InterCityNight wieder abgeschafft, die Talgos wurden fortan mit konventionellen lokomotivbespannten Nachtzügen unter der Sammelbezeichnung NZ zusammengefasst. Anhand der Zuggattung war nun nicht mehr zu erkennen, dass es sich um einen Talgo handelt. Zusätzlich erhielten die Züge damals individuelle Namen (u. a. Pluto und Meteor) zur besseren Unterscheidung. Gleichzeitig mit der Umfirmierung von ICN zu NZ (zum Jahreswechsel 1998/1999 und somit mitten in der laufenden Fahrplanperiode) wurde außerdem die Nachtzugverbindung zwischen der alten Hauptstadt Bonn und der neuen Hauptstadt Berlin eingestellt (auf dieser Relation wurde fortan gar kein Nachtverkehr mehr angeboten). Stattdessen wurde zwischen Stuttgart und Hamburg eine neue Talgo-Verbindung eingerichtet (wiederum als Ersatz eines konventionellen Nachtzugs), die Autobeförderung bei diesem Zug erfolgte dabei ab und bis Kornwestheim, an der nördlichen Stadtgrenze von Stuttgart gelegen. Die in der folgenden Tabelle angegebenen Zugnummern, Abfahrts- und Ankunftszeiten entsprechen dem Ende dieser Einsatzperiode (Stand Sommerfahrplan 2002):
| Zug     | Name   | Abfahrtsbahnhof    |       | Zielbahnhof        |       |
| ------- | ------ | ------------------ | ----- | ------------------ | ----- |
| NZ 1900 | Pluto  | München Ost        | 22.28 | Berlin-Lichtenberg | 07.36 |
| NZ 1901 | Pluto  | Berlin-Lichtenberg | 21.51 | München Ost        | 07.07 |
| NZ 1906 |        | Stuttgart Hbf      | 20.54 | Hamburg-Altona     | 07.24 |
| NZ 1907 |        | Hamburg-Altona     | 22.26 | Stuttgart Hbf      | 09.01 |
| NZ 1988 | Meteor | München Ost        | 22.32 | Hamburg-Altona     | 08.05 |
| NZ 1989 | Meteor | Hamburg-Altona     | 21.48 | München Ost        | 07.29 |

Eine Änderung der Zugkonfiguration erfolgte im Zuge der Einführung der neuen Zugkategorie NZ nicht. Jedoch wurde die Autobeförderung auf der neuen ICN-Strecke Stuttgart – Hamburg schon nach relativ kurzer Zeit wieder aufgegeben, spätestens ab dem Beginn des Winterfahrplans Ende September 2000 beförderte dieses ICN-Zugpaar (als einziges der damals insgesamt drei Zugpaare) keine Kraftfahrzeuge mehr.

### 1. November 2002 bis 8. Dezember 2007

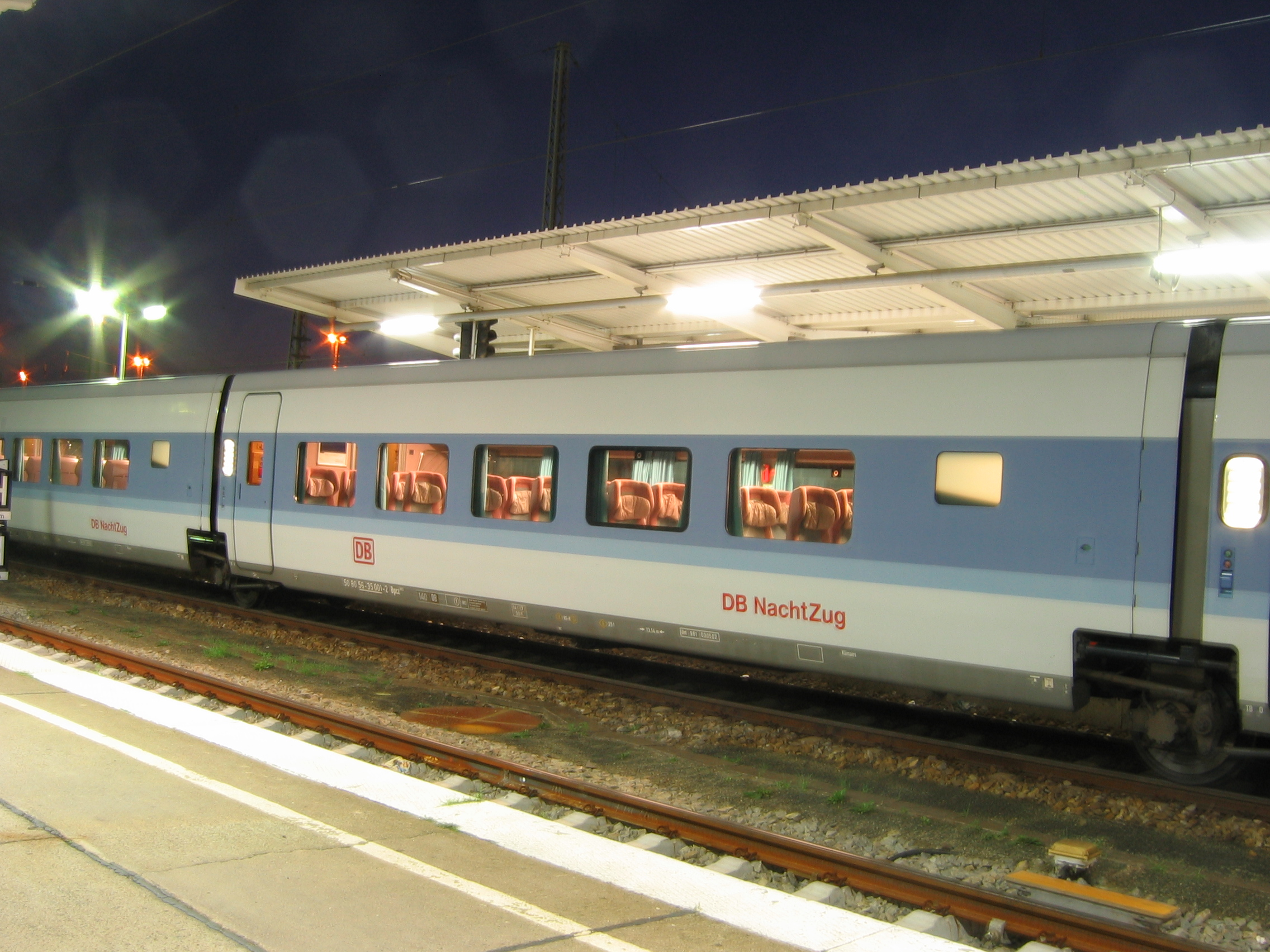
DB NachtZug (2007)

Noch vor dem regulären Fahrplanwechsel am 15. Dezember 2002 wurde die Nachtzugverbindung zwischen Stuttgart und Hamburg (NZ 1906/1907) dann – nach nur knapp vier Jahren Talgo-Betrieb – zum 1. November 2002 wieder auf konventionelle Nachtzugwagen umgestellt (bevor sie dann knapp ein Jahr später ganz eingestellt wurde). Trotz intensiver Vermarktung (unter anderem durch das Angebot DB NachtZug24) gelang es der DB AutoZug nicht, die Talgo-Züge auch auf der Stuttgarter Strecke wirtschaftlich zu betreiben; die Auslastung blieb stets weit hinter den beiden erfolgreicheren Linien nach München zurück. Als problematisch erwies sich hierbei insbesondere die beschränkte Flexibilität der langen Gliederzüge. Weil aber alle drei Strecken durch einen gemeinsamen Umlauf miteinander verbunden waren, konnten die Züge auf der Stuttgarter Strecke nicht (entsprechend dem wesentlich geringereren Bedarf) geschwächt werden – dies wäre nur im Heimatwerk Berlin möglich gewesen. Weil die DB aber aus dem gleichen Grund auch keine alternative Einsatzstrecke fand, wurden zwei der sieben Züge aus dem Dienst genommen. Der Talgo-Umlaufplan wurde somit ab dem 1. November 2002 auf vier Plantage reduziert, der Leistungsumfang entsprach damit wieder demjenigen zu Beginn des Talgo-Einsatzes im Jahr 1994 (die fünfte Garnitur diente wiederum als Reserve in Berlin):
| Zug     | Name   | Abfahrtsbahnhof    | Zielbahnhof        |
| ------- | ------ | ------------------ | ------------------ |
| NZ 1900 | Pluto  | München Ost        | Berlin-Lichtenberg |
| NZ 1901 | Pluto  | Berlin-Lichtenberg | München Ost        |
| NZ 1988 | Meteor | München Ost        | Hamburg-Altona     |
| NZ 1989 | Meteor | Hamburg-Altona     | München Ost        |

Die nicht mehr benötigten Garnituren des Stuttgarter Zuges wurden anschließend aufgelöst. Ein Teil ihrer Zwischenwagen wurde dabei zur Verstärkung der fünf weiterhin benötigten Garnituren verwendet, die nicht mehr benötigten Wagen wurden bis auf weiteres in Berlin abgestellt. Die vier planmäßig verwendeten Garnituren waren fortan 24-teilig unterwegs (bisher 22-teilig), ihnen wurden zwei Schlafwagen (WLAz) entnommen – dafür wurden ihnen zwei zusätzliche Liegewagen (Bvcz) und ebenfalls zwei zusätzliche Sitzwagen (Bpcz) eingegliedert. Des Weiteren verschoben sich bedingt durch die Umgruppierung auch die Ordnungsnummern der Talgo-Züge (bisher Wagen 5 bis 26 – danach Wagen 7 bis 30).
Ab Anfang November 2002 waren die Talgos der DB wie folgt gereiht (sortiert nach Ordnungsnummern, zuzüglich Autotransportwagen, deren Zahl jedoch je nach Strecke variierte):
| Anzahl | Gattung   | Bezeichnung                    | Ordnungsnr. |
| ------ | --------- | ------------------------------ | ----------- |
| 1 ×    | Dz 882    | Maschinenendwagen II           | 7           |
| 8 ×    | WLAz 889  | Schlafwagen                    | 8 – 15      |
| 1 ×    | WRz 887   | Restaurant- und Loungewagen    | 16          |
| 1 ×    | WRkz 885  | Bistro- und Rezeptionswagen    | 17          |
| 1 ×    | Bpcbz 883 | behindertengerechter Sitzwagen | 18          |
| 5 ×    | Bpcz 884  | Sitzwagen                      | 19 – 23     |
| 6 ×    | Bvcz 886  | Kajütliegewagen                | 24 – 29     |
| 1 ×    | Dz 881    | Maschinenendwagen I            | 30          |

Somit bot jeder Talgo-Zug der DB (ohne Restaurant/Lounge)
- 170 Sitzplätze (= 60 mehr als zuvor)
- 120 Liegeplätze (= 40 mehr als zuvor)
- 80 Schlafplätze (= 20 weniger als zuvor)

### 9. Dezember 2007 bis 12. Dezember 2009
Ab dem 1. November 2002 (Einstellung der Verbindung von und nach Stuttgart) hatte sich an den Einsatzstrecken sowie der Zugzusammenstellung der DB-Talgos nichts mehr geändert, jedoch wurden seit dem 9. Dezember 2007 alle Nachtzüge der DB einheitlich als Zuggattung DB City Night Line (abgekürzt CNL) bezeichnet. Die Anfang 1999 eingeführte Zuggattung DB NachtZug (NZ) wurde gleichzeitig komplett aufgegeben (wie zuvor bereits die ehemalige Talgo-Zuggattung ICN), außerdem änderten sich mit der Einführung der neuen Zuggattung CNL auch die Zugnummern. Des Weiteren erhielten die vier Züge zum 9. Dezember 2007 zusätzlich zu ihrer CNL-Zugnummer eine weitere Zugnummer, die sie gleichzeitig als DB AutoZug kennzeichnete, dies hatte buchungstechnische Gründe (Fahrgäste mit Pkw buchten die Züge über eine andere Nummer als Fahrgäste ohne Pkw). Die beiden Talgo-Zugpaare Berlin–München und Hamburg–München waren die letzten beiden Talgo-Züge der DB, die gleichzeitig Autos transportierten, aber auch von Reisenden ohne Pkw genutzt werden konnten. Bei allen übrigen Zügen der DB wurden die beiden Geschäftsfelder Personenverkehr und Autozug-Verkehr strikt getrennt. Alle vier Talgo-Züge führten dazu in dieser Fahrplanperiode zusätzlich jeweils drei Autotransportwagen des Typs DDm 915 mit. In Berlin erfolgte die Verladung weiterhin in Berlin-Wannsee, weil auch am neuen Zielbahnhof Berlin-Lichtenberg (genauso wie früher in Berlin-Charlottenburg) kein Be- und Entladen von Fahrzeugen möglich ist. Es verkehrten die beiden Talgo-Zugpaare, deren Namen in der Zwischenzeit in „Capella“ und „Pyxis“ geändert wurden, der DB jede Nacht wie folgt:
| CNL-Nummer | AutoZug-Nummer | Name    | Abfahrtsbahnhof    |       | Zielbahnhof        |       |
| ---------- | -------------- | ------- | ------------------ | ----- | ------------------ | ----- |
| CNL 1200   | AZ 41200       | Capella | München Ost        | 22.30 | Berlin-Lichtenberg | 08.13 |
| CNL 1201   | AZ 41201       | Capella | Berlin-Lichtenberg | 21.50 | München Ost        | 07.06 |
| CNL 1288   | AZ 41288       | Pyxis   | München Ost        | 22.25 | Hamburg-Altona     | 08.11 |
| CNL 1289   | AZ 41289       | Pyxis   | Hamburg-Altona     | 21.46 | München Ost        | 07.28 |

### Einsatzende bei der Deutschen Bahn
Mit der Fahrplanperiode 2008/2009 endete nach 15 Jahren der Einsatz der Talgo-Nachtzüge bei der DB aus Wirtschaftlichkeitsgründen. Die Wagen wurden auch wegen anstehender kostenintensiver Hauptuntersuchungen abgestellt.

### Weitere Einsätze und Verschrottung
Ab September 2010 wollte die EuHoTra Germany AG (European Hotel Train) einen Talgo-Gliederzug als Luxus-Hotelzug auf Schienenkreuzfahrten in Mitteleuropa einsetzen. Zu einem Einsatz kam es jedoch nicht und über das Vermögen der Gesellschaft wurde im Dezember 2012 das Insolvenzverfahren eröffnet.
Im Juni 2011 wurde eine Garnitur des Talgo-Zuges für einen Ausflug der Motorrad-Gruppe des Deutschen Bundestages eingesetzt. Der Zug verkehrte einmalig als Sonderzug von Berlin-Wannsee nach München Ost und zurück.
Ab 2012 waren die Garnituren im Besitz der HEROS Helvetic Rolling Stock GmbH und standen zum Verkauf oder zur Vermietung. Im Dezember 2014 hatte die DB den Zug zum Mindestgebotspreis von 7,5 Mio. Euro (zzgl. MwSt), ohne Hauptuntersuchung, über das Onlineportal zum Verkauf angeboten. Nachdem man die Züge nicht verkaufen konnte, wurden die Garnituren 2019 verschrottet.

## Verworfene Einsätze

### Verworfene Planungen für den Einsatz im EuroCity-Verkehr
Neben der Indienststellung von Nachtzuggarnituren war ursprünglich auch ein Einsatz von Talgo-Zügen im EuroCity-Verkehr zwischen München und Zürich geplant. Durch ihre passive Neigetechnik sollte auf der kurvenreichen, nicht elektrifizierten Strecke eine Verkürzung der Fahrzeit bei gleichbleibendem Fahrgastkomfort erreicht werden. Für die Bespannung waren Diesellokomotiven vorgesehen, die elektrische Energie zur Versorgung des Wagenzugs sollte über einen Dieselgenerator in einem der beiden Talgo-Endwagen realisiert werden. Anfang 1990 war eine Betriebsaufnahme zum Fahrplanwechsel im Sommer 1992 angedacht. Es sollten drei Talgo-Garnituren mit 12 Mittelwagen und zwei Endwagen zum Einsatz kommen. Die Deutsche Bundesbahn beabsichtigte, den Auftrag nicht direkt an Talgo zu vergeben, sondern Siemens Verkehrstechnik als Generalunternehmer zwischenzuschalten. Talgo wäre dann als Zulieferer von Siemens aufgetreten. Zu diesem Zweck wurde zwischen der Deutschen Bundesbahn und Siemens eine Absichtserklärung unterzeichnet, in der ein Anschaffungspreis von 14 Millionen DM je Garnitur genannt wurde. Dieser Preis wäre allerdings nicht bei Auslieferung der Züge zu entrichten gewesen. Stattdessen war ein Leasingmodell projektiert worden, bei dem Siemens als Eigentümer der Züge aufgetreten wäre und der Deutschen Bundesbahn nach einem Zeitraum von 17 Jahren die Möglichkeit des Erwerbs zum Restwert eingeräumt wurde. Neben dem Einsatz auf der Verbindung München–Zürich wurde auch ein Einsatz auf der Verbindung Stuttgart–Zürich untersucht. Hierbei wären Drehstromlokomotiven der DB-Baureihe 120 zum Einsatz gekommen. Keine dieser Planungen wurde realisiert.

### Verworfene Strecke nach Spanien
Nachdem Anfang November 2002 das Nachtzugpaar zwischen Stuttgart und Hamburg auf konventionelles Wagenmaterial umgestellt wurde, plante die DB die beiden freigewordenen Garnituren zum Aufbau einer direkten Nachtzug-Verbindung zwischen Frankfurt (Main) und Barcelona zu verwenden. Diese Relation sollte zum 1. Mai 2003 ihren Betrieb aufnehmen, die hohen Kosten für die Umrüstung der entsprechenden Einheiten auf Spurwechselbetrieb sowie die zunehmende Konkurrenz durch Billigfluggesellschaften verhinderten dieses Projekt jedoch. Auch eine modifizierte Planung, nach der der Zug unter Vermeidung der Umspurung auf spanische Breitspur nur noch bis Portbou geführt werden sollte, vermochte keine hinreichende Deckung der Betriebskosten auszuweisen. Ursächlich dafür waren Abstimmungsprobleme mit der französischen Staatsbahn SNCF sowie dem französischen Netzbetreiber RFF (heute SNCF Réseau); insbesondere konnte man sich nicht über die zu entrichtenden Trassennutzungsgebühren einigen.

### Verworfene Strecke nach Russland
Nach dem Scheitern der Verbindung nach Spanien konzentrierte sich die DB auf eine geplante Verbindung zwischen Berlin und Russland sowie dem Baltikum. Vom Verkehr in die verschiedenen Nachfolgestaaten der ehemaligen Sowjetunion erhoffte man sich trotz der damit verbundenen Umspurung neue Marktchancen. Bereits im Frühjahr 2004 (25. bis 27. Mai) kam es deshalb zu einer Präsentationsfahrt einer sechsteiligen Talgo-Garnitur nach Kaliningrad, die aus folgenden Komponenten bestand (zuzüglich zweier weiterer konventioneller Reisezugwagen):
| Anzahl | Gattung  | Bezeichnung                 |
| ------ | -------- | --------------------------- |
| 1 ×    | Dz 881   | Maschinenendwagen I         |
| 1 ×    | WRkz 885 | Bistro- und Rezeptionswagen |
| 1 ×    | WRz 887  | Restaurant- und Loungewagen |
| 2 ×    | WLAz 889 | Schlafwagen                 |
| 1 ×    | Dz 882   | Maschinenendwagen II        |

Die dabei verwendeten Wagen wurden eigens für diese Präsentationsfahrt umlackiert und präsentierten sich dann in einem abweichenden Design (dunkelblaues Fensterband mit abgesetztem rotem Zierstreifen zwischen Fensterunterkante und Wagenunterkante). Geplant war, bereits ab Frühsommer 2005 – in Zusammenarbeit mit der polnischen Staatsbahn PKP Intercity und der russischen Staatsbahn RZD – regelmäßig einen Touristikzug aus Talgo-Wagen von Berlin über Kaliningrad nach Sankt Petersburg fahren zu lassen. Dieser Zug sollte in jeder Richtung einmal wöchentlich verkehren (mit einer eingesetzten Zuggarnitur), die Umspurung auf russische Breitspur wäre in Dzierzynska bei Kaliningrad erfolgt. Weitere Zwischenstationen auf dem Weg nach Sankt Petersburg wären die litauische Hauptstadt Vilnius und die lettische Hauptstadt Riga gewesen. Nachdem sich der geplante Eröffnungstermin dieser Verbindung zunächst mehrfach verschoben hatte (letzter Planungsstand war, die Relation zur Sommersaison 2008 einzuführen), war  auch dieses zweite Projekt einer Weiterverwendung der überzähligen Talgo-Wagen endgültig gescheitert.
2016 bis 2020 verkehrte zweimal wöchentlich ein von der RZD betriebener Nachtzug mit Talgo-Zügen unter der Marke Strizh zwischen Berlin und Moskau über Warschau und Minsk. Diese Talgo-Züge wurden allerdings von der RZD neu beschafft und haben keinen direkten Bezug zu den Talgo-Zügen der Deutschen Bahn.